# Kinder (Lied)
Kinder, auch bekannt unter der ersten Zeile Sind so kleine Hände, ist eine Ballade von Bettina Wegner; es ist ihr bekanntestes Lied. Die US-amerikanische Folk-Sängerin Joan Baez sang es – ebenfalls in deutscher Sprache – mehrfach und trug so zur internationalen Verbreitung bei. Es gilt als deutliche Kritik am autoritären kommunistischen Bildungssystem im damaligen Ostblock.

## Inhalt
Der Text führt anfangs vor Augen, wie Kinder behandelt und erzogen werden sollen bzw. was dabei zu unterlassen ist. Jeder Hinweis wird mit einer Begründung versehen. Nach Händen, Füßen, Ohren, Mündern und Augen werden die Seelen berücksichtigt und schließlich das Rückgrat. Das Lied endet mit der Aussage, dass es zu viele Leute ohne Rückgrat gibt.

## Aufbau
Die acht Strophen bestehen aus je vier Versen. Fasst man zwei Verse zusammen, erhält man jeweils stumpfe Paarreime. Dabei handelt es sich durchgehend um Trochäen.
Die Musik setzt sich aus zwei Teilen für jeweils zwei Strophen zusammen. Dabei wechselt die Abfolge nach der vierten Strophe, so dass die letzte Strophe wieder wie die erste klingt. Das Lied steht in c-Moll. Die erste Melodie verwendet außer der Tonika die Subdominante und die Dominante. Die zweite Melodie beginnt mit dem parallelen Dur-Akkord, wechselt zur dazugehörenden Dominante und endet auf dem Grundakkord. Die erste Melodie steigt zweimal vom Grundton bis zur Quinte und fällt zurück zum Grundton. Die zweite Melodie geht zweimal von der Terz abwärts zum Grundton. Vom Umfang her entspricht dies also einem Kinderlied.

## Entstehung und Verbreitung
Rückblickend schilderte Wegner eine Begebenheit in einem Erste-Klasse-Abteil eines DDR-Fernzuges als Auslöser für das Lied. Dort sei ihr ein Mann aufgefallen, der mit seinen dicken Fingern unablässig auf seinem Diplomatenkoffer trommelte. Der Mann habe auf sie unausgeglichen und unglücklich gewirkt und sie habe sich gefragt, was ihm seit seinem Säuglingsalter widerfahren sei. Dabei habe sie an ihr eigenes Kind gedacht. Der Liedtext sei noch während der Bahnfahrt auf ihrem Notizblock entstanden; es sei ein „Sekundenlied“. In der Bundesrepublik Deutschland wurde das Lied durch eine Verwendung in der ZDF-Sendung Kennzeichen D bekannt.

## Versionen
Das Lied wurde mehrmals gecovert, u. a. von Ben Zucker, Katja Ebstein und City. In dem Film Otto – Der Außerfriesische singt Otto Waalkes eine Version in Form eines Trinkliedes (Sind so kleine Schnäpse).